# Escalada en fisura
La escalada en fisura es un tipo de escalada en roca en la cual el escalador sigue una fisura en la roca y utiliza técnicas especializadas de escalada. Los tamaños de las fisuras varían desde aquellas en donde el tamaño es solo suficiente para introducir los dedos, a aquellas que son muy grandes en donde el cuerpo completo con todos los miembros extendidos puede caber en ella. Muchas rutas de escalada tradicional siguen sistemas de fisuras, ya que ofrecen oportunidades naturales para colocar equipo de protección.

## Anchuras
En el contexto de la escalada, las fisuras son clasificadas por su ancho en relación con el cuerpo del escalador, dedos, off-finger, manos, off-width, y chimeneas. Las fisuras de dedos son lo necesariamente amplias para que queda todo el dedo o parte de él; este ancho incorpora técnicas usadas en la escalada en placa y tiende a favorecer a escaladores con manos pequeñas. Fisuras off-finger, también llamada off-hand, son más amplias que las fisuras de dedos, pero no lo suficiente para que quepa la mano completa. Fisuras de manos son lo suficientemente amplias para que quepa la mano completa, las técnicas para esta anchura son «fácilmente aprendidas y muy seguras». Fisuras off-widths son más anchas que las fisuras de manos, pero no lo suficiente para que quepa una pierna o la parte superior del cuerpo; esta anchura es la más dificultosa de dominar, ya que esta requiere de movimientos que pueden ser físicamente incómodos. Las fisuras de chimeneas son lo suficientemente anchas para que el cuerpo completo quepa en ella, permitiendo una gran variedad de técnicas que dependen de la distancia de las dos caras de la roca.
Los sistemas de fisuras en paredes raramente están en paralelo entre sí, a lo largo de toda la longitud de la grieta; que con frecuencia se contraen hacia el interior y se abren hacia fuera en varios lugares. Algunas de las escaladas más difíciles siguen grietas que atraviesan muchos anchos diferentes. Incluso cuando una grieta es uniforme en anchura, se podría requerir un enfoque diferente para cada escalador. Una fisura de mano para una mujer pequeña puede ser una fisura off-width para un hombre grande.

## Historia
A través de la historia de la escalada en roca, los escaladores tradicionales siempre han buscado desarrollar rutas en nuevas zonas, casi invariablemente siguen sistemas de fisuras que ofrecen lugares naturales para la colocación de los equipos de protección. El uso del término "línea" como sinónimo de "ruta" se deriva de esta práctica, ya que a menudo se forman fisuras que visualmente son distintas líneas que se pueden seguir desde la base hasta arriba.
Antes que aparecieran los fisurero de levas, no había método aceptable para colocar equipo de protección en fisuras off-width, lo cual hacia que dichas rutas fueran extremadamente peligrosas, incluso cuando estas no están rutas tan técnicas. No fue sino hasta los 80's cuando proliferaron los fisureros de levas grandes, permitiendo a los escaladores ascender por fisuras off-widths.
Para los 90s, la escalada en fisura había disminuido en popularidad por varias razones. La ventaja de la escalada deportiva permite a los escaladores centrarse en la dificultad y la estética en el desarrollo de nuevas rutas; ya no era necesario aprender técnicas especializadas de fisuras para liderar una escalada de forma segura. Además, las fisuras son difíciles de simular en gimnasio de escalada, así que aquellos que entrenan indoor están limitados a la escalada en placa cuando escalan en roca natural.
En 2011, Tom Randall y Pete Whittaker completaron el primer ascenso libre de Century Crack, una off-width de 49 metros en National Park, Utah. La fisura fue intentada en 2001, y es considerada una de las rutas off-width de escalada más difíciles en el mundo.

## Técnicas

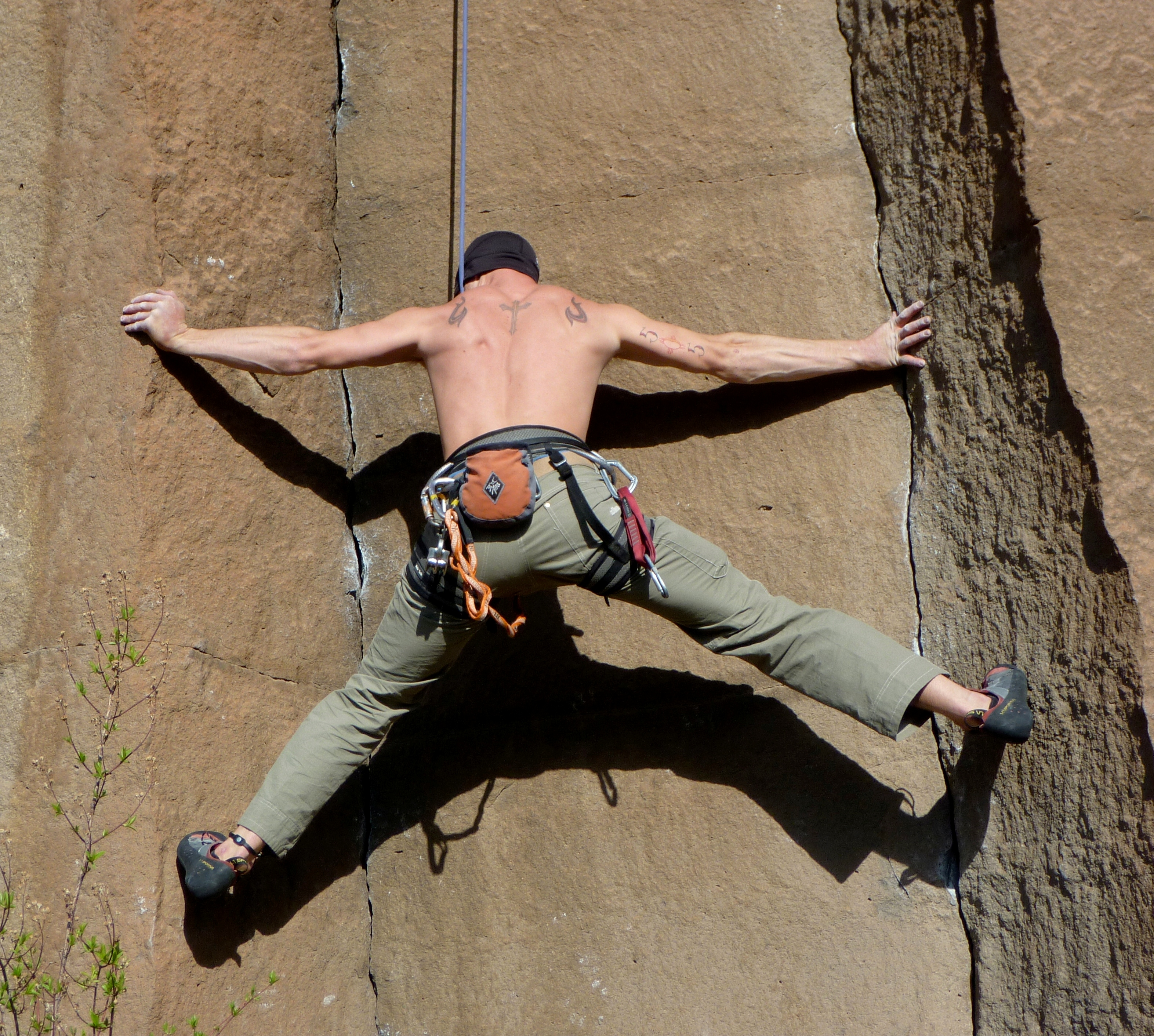
Un escalador con la cuerda en Top Rope en la clásica posición stemming

La técnica más fundamental usada en la escalada en fisura es "jamming" (empotrar), en la cual el escalador fuerza una parte del cuerpo en la fisura en ambas paredes, permitiendo el bloqueo. Esto crea la fricción necesaria para que el escalador realice el progreso. La parte del cuerpo utilizada y su posición son dependientes del ancho de la fisura. Por ejemplo, algunas fisuras son lo suficientemente anchas para que la mano abierta pueden ser empotrada. Una fisura un poquito más ancha que esto, puede requerir que se curve la mano para que efectivamente se empotre.
Cuando la fisura es muy ancha para que una sola extremidad quede atascada, los escaladores utilizan una técnica conocida como "stacking": ambas manos o ambos pies son colocados dentro de la fisura, haciendo presión una con la otra. Por ejemplo, si la fisura es muy ancha para un empotramiento de puño, el escalador puede presionar el puño contra una pared y la otra mano abierta contra la otra pared para expandir el tamaño de la fisura. La técnica "stemming", usada en fisuras que son más grandes que el cuerpo del escalador, emplean un principio muy similar. Las cuatro extremidades hacen presión contra la roca, ejerciendo fuerzas opuestas; Las extremidades se mueven una a la vez, mientras se hace contacto con las otras tres.

## Equipo

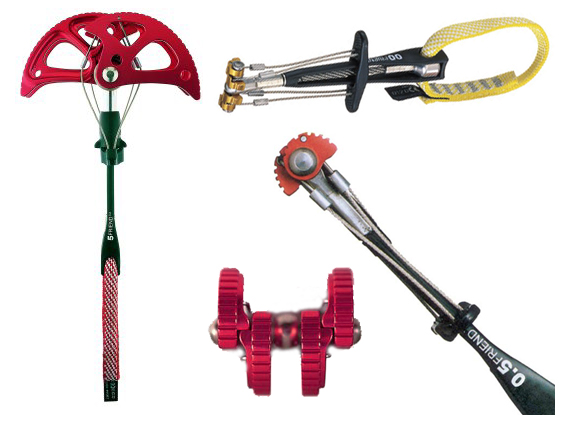
Una colección de fisureros de levas

En la escalada tradicional, el escalador coloca equipo de protección mientras asciende la ruta, en lugar de la instalación de elementos permanentes de antemano. Mucho de este equipo fue diseñado específicamente para usarse en sistemas de fisuras. Las dos principales categorías de protección son: pasivas (sin partes que se muevan), y activas, el cual usan levas para mantener el equipo fijo en su lugar. En ambas categorías, equipo de protección es clasificado con colores por el tamaño, lo que permite al escalador rápidamente identificar la pieza correcta mientras escala.
Empotradores (o fisureros) y excéntricos son dos tipos comunes de protección pasiva. Un empotrador es una pequeña pieza rectangular de metal, que tiene un cable de alambre, con un bucle en un uno de sus finales que se utiliza para colocar un mosquetón. El empotrador es colocado dentro de la fisura. La mayoría de los empotradores están entre 3.8 y 50 milímetros de ancho. Piezas hexagonales más grandes, llamadas excéntricos, son similares a los fisureros, pero están diseñados para fisuras grandes; los tamaños de rango más comunes van desde 25 a 65 milímetros de ancho. La forma irregular de los excéntricos permiten que sean colocados en diferentes orientaciones dependiendo de la forma de la fisura.
Los fisureros de levas fueron desarrollados en Yosemite National Park por los años 70s, y ahora son una de las formas de protección más populares. Cada fisurero de leva tiene 3 o 4 levas, ejes y un mecanismo de gatillo. Cuando el gatillo es accionado las levas de contraen, permitiendo que sea colocado en la fisura. El gatillo se suelta, causando que las levas se expandan contra las paredes de la fisura. El dispositivo está diseñado para convertir una tracción hacia abajo sobre el eje en fuerza hacia fuera a través de las levas.

## Grados
Existen diferentes sistemas utilizados para clasificar la dificultad de las rutas de escalada. En Norteamérica, la escala más utilizada es el sistema decimal Yosemite. La mayoría de las escalada en fisura están entre 5.5 y 5.14, donde el primer 5 indica que la ruta es una escalada técnica (lo opuesto a cuando se suben o trepan senderos), y el segundo número indica la dificultad. Una fisura 5.6 es una escalada fácil, usualmente menos inclinada que la vertical, y con muchas presas para las manos. Fisuras 5.12 o superior son consideradas avanzadas, debido normalmente a un ángulo saliente, la falta de agarres, o porque la fisura es off-width. En el extremo superior de la escala, los grados se subdividen añadiendo las letras de la A hasta la letra D. Por ejemplo, 5.13c es más fácil que una 5.13d, y ambas son más fáciles que una 5.14a